# 久留里市場
久留里市場（くるりいちば）は千葉県君津市の大字。郵便番号は292-0421。

## 地理
君津市東部、西縁を流れる小櫃川中流右岸に位置する。君津市立久留里小学校・君津市立久留里中学校を中心とした久留里の飛地（安住地区）を地内に抱え、久留里駅・久留里街道（国道410号）を中心とした久留里市街地の中心部を占める。北部で青柳、北東部で小市部、南東部で久留里、南で向郷、西で久留里大和田、北西で向郷飛地（かずさオートキャンプ場付近）・富田と接する。地域西部を南北にJR東日本久留里線及び国道410号線が走る。久留里街道に沿って小櫃川の下流にあたる北から下町・仲町・上町が、東部の大多喜町方面へ向かう千葉県道32号大多喜君津線沿いに新町が配されている。これらは行政上の町名にはあたらないが、交差点名等にその名がつけられている。

## 歴史
上総国望陀郡に属し、久留里城の城下町として形成された。江戸期には久留里藩に属し、市場村とも市場町とも呼ばれた。『元禄郷帳』によれば村高は297石余、『旧高旧領取調帳』によれば417石余。市場仲町河岸の小櫃川に船着き場があり、物資の集散地として賑わったとされる。秋季から春季にはこの河岸を介して舟運による交通路が開かれ、その物資は明治中期から昭和初期かけては3と8が末尾に付く日に開かれる「三八の市」が開かれ、流通した。この定期市の衰退後は久留里街道沿いの商店街に役割を譲っている。江戸期の出身人物として、市場出身の吉崎重左衛門は亀山郷の川廻し工事を取り仕切り、重左衛門堀切にその名が残されている。明治元年に金ヶ崎藩に移り、明治4年7月の廃藩置県後は久留里県、同年11月には木更津県、明治6年には千葉県に属している。1889年（明治22年）4月の町村制施行により、市場村は久留里町の一部となり、望陀郡久留里町大字市場となった。1897年（明治30年）、郡統合により君津郡久留里町大字市場となり、1944年（昭和19年）、合併により上総町大字市場となる。1970年（昭和45年）合併により君津町の一部となるが、この際に旧上総町である大字市場と、旧秋元村大字市場とを区別するため久留里を冠称し、君津町大字久留里市場となった。翌1971年には君津町が市制施行し君津市となったため君津市大字久留里市場となっている。

### 地名の由来
旧・市場村が久留里町の一部になった際には大字市場であったが、君津市の大字になった際にこの地と旧・上総町市場と、旧・秋元村市場とを区別するために久留里を冠称した。

## 世帯数と人口
2017年（平成29年）10月31日現在の世帯数と人口は以下の通りである。
| 大字       | 世帯数  | 人口  |
| ---------- | ------- | ----- |
| 久留里市場 | 386世帯 | 872人 |

## 小・中学校の学区
市立小・中学校に通う場合、学区は以下の通りとなる。
| 番地 | 小学校             | 中学校                 |
| ---- | ------------------ | ---------------------- |
| 全域 | 君津市立上総小学校 | 君津市立上総小櫃中学校 |

## 交通

### 鉄道
- JR久留里線 - 久留里駅

### バス
- 高速バス【アクシー号】木更津金田バスターミナル・バスターミナル東京八重洲行（東京湾アクアライン経由）
- 高速バス【カピーナ号】千葉駅行、安房鴨川駅（亀田病院）行

### 道路
- 国道410号（久留里街道）
- 千葉県道24号千葉鴨川線
- 千葉県道32号大多喜君津線
- 千葉県道93号久留里鹿野山湊線
- 千葉県道145号長浦上総線

## 施設
- 君津警察署上総幹部交番
- 君津市消防本部上総分署
- 久留里郵便局
- 君津市立久留里中学校（施設の一部）
- 久留里カトリック幼稚園
- 上総図書館
- 千葉県君津地域整備センター上総出張所
- 久留里スポーツ広場
- 君津市農村環境改善センター
- 君津市森林体験交流センター
- 久留里県営住宅
- 下町集会所
- 上町青年館
- JAきみつ久留里
- 真勝寺
- 正源寺
- 秋葉神社
- 浮戸神社
- 白山神社
- 神明神社
- 十二社大権現
- 久留里市場配水場